# Тюлень плямистий
Тюле́нь плями́стий або ларга (лат. Phoca largha) — вид тварин родини тюленеві, представник роду звичайних тюленів. Поширений в арктичних і субарктичних районах Тихого океану.